# Saiphos equalis
Saiphos equalis är en ödleart som beskrevs av  John Edward Gray 1825. Arten ingår i släktet Saiphos och familjen skinkar. Inga underarter finns listade i Catalogue of Life.

## Beskrivning
Skinken kan bli upp till 18 centimeter lång, benen är mycket små och har tre tår på varje fot. Ryggen är brun och magen orange.

## Utbredning och habitat
Arten lever i Australien, i de östra delarna av delstaterna New South Wales och Queensland.
Saiphos equalis föredrar att leva i fuktiga skogar, kustnära skogstäckta områden och stadsbebyggelse. Ödlorna gräver ned sig, ofta under stockar eller stenar i marken eller i skräphögar. I stadsområden hittas de ofta i komposter och trädgårdar.

## Levnadssätt
Arten är nattaktiv och lever på insekter.
Saiphos equalis är en av endast tre arter i världen som har olika fortplantningsbeteenden beroende på det geografiska läget. Skinkar från de kalla, höglänta områdena i norra New South Wales föder levande ungar, medan de som lever i de varma kustområdena nära Sydney lägger ägg. Också bland de som lägger ägg varierar tiden till kläckning mellan olika grupper, hos vissa tar det fem dagar, hos andra femton.